# Angelo Vandecasteele
Angelo Vandecasteele (13 mei 1990) is een Belgisch duatleet. In 2024 won hij de prestigieuze Hel van Kasterlee.

## Levensloop
In 2019 behaalde Vandecasteele brons op het WK 'korte afstand' te Pontevedra met een tijd van 1u46'11", alsook brons op het EK 'sprint' te Târgu Mureș. Op de Wereldspelen van 2022 in het Amerikaanse Birmingham werd hij vierde in de eindstand van het individueel event. Hij legde er het parcours af in 1u49'04".
Hij is afkomstig uit GENT, maar is nu woonachtig te Waasmunster.